# 尉仇台
尉仇台（?—?），是东汉后期的夫餘国国王和百济开国君主。
汉安帝永初五年（111年），夫余王率领步骑七八千人入侵乐浪郡，杀伤吏民。永宁元年（120年），夫餘王归附汉朝，遣嗣子尉仇台至洛阳进贡，汉安帝赐尉仇台印绶金彩。建光元年（121年）十二月，高句丽太祖王高宫率领马韩、濊貊的数千骑兵包围玄菟郡。夫餘王派儿子尉仇台率领二万余人同州郡官府一同进行讨伐，击退高句丽的进攻。东汉末年，尉仇台成为夫餘王。汉顺帝永和元年（136年），亲自朝汉。汉桓帝延熹四年（161年），遣使朝献。汉灵帝熹平三年（174年），再次遣使奉章贡献。夫餘本属玄菟，在高句丽、鲜卑两个强国之间，汉献帝时，辽东太守公孙度雄张海东，威服诸族，遣使改属辽东郡。公孙度以宗女嫁给尉仇台。尉仇台死后，简位居继立。